# Reszat Ablajew
Reszat Ablajew (ros. Решат Аблаев) (ur. 26 sierpnia 1951 w Uzbekistanie) – ukraiński polityk tatarskiego pochodzenia, przewodniczący partii Milli Firka, z wykształcenia pedagog (według innych źródeł inżynier).
Urodził się na terenie Uzbekistanu, gdzie w 1944 została zesłana jego rodzina. W listopadzie 1985 został aresztowany za działalność antysowiecką. Jest członkiem Medżlisu Tatarów Krymskich. Był wicedyrektorem spółki "Jurt". Obecnie stoi na czele Partii Tatarów Krymskich Milli Firka jako przewodniczący jej Komitetu Wykonawczego.